# Trumbull (Connecticut)
Trumbull è un comune di 35 299 abitanti degli Stati Uniti d'America, situato nella contea di Fairfield nello Stato del Connecticut.